# Clap Hanz
A Clap Hanz é uma desenvolvedora de jogos japonesa, subsidiária da Sony Computer Entertainment.
É conhecida por desenvolver videojogos de Golf e mais recentemente de Ténis, como a série Hot Shots Golf (tem o nome Everybody's Golf na Europa) e Hot Shots Tennis (tem o nome Everybody's Tenis na Europa) para a Playstation 2.